# Luke Perry (voleibolista)
Luke Perry (Murdoch, 20 de novembro de 1995) é um jogador de voleibol australiano que atua na posição de líbero.

## Carreira

### Clube
Perry começou a jogar voleibol na sua escola em 2009, competindo na Copa das Escolas Nacionais de 2009 a 2012. No final de 2012, Luke recebeu uma bolsa de estudos da Australian Institute of Sport (AIS), onde começou a treinar voleibol por tempo integral.
Na temporada 2014–15 mudou-se para a Finlândia após assinar seu primeiro contrato profissional com o Lakkapää. Na temporada seguinte, o líbero se transferiu para o voleibol alemão para defender as cores do VfB Friedrichshafen, com o qual conquistou o título da Supercopa Alemã de 2016. Na temporada seguinte permaneceu atuando no voleibol alemão, porém atuando pelo Berlin Recycling Volleys. Com o novo clube, o líbero conquistou os títulos do Campeonato Alemão de 2017 e 2018.
Em 2018, o líbero australiano foi anunciado como o novo reforço do Asseco Resovia Rzeszów. Com o clube polonês, o atleta chegou as semifinais do Campeonato Mundial de Clubes de 2018. No início de 2021, Perry se mudou para a França para competir pelo Tours Volley-Ball. Após terminar a temporada com os vice-campeonatos da Ligue A, da Copa da França e da Taça CEV com o clube francês, o líbero voltou ao campeonato polonês após assinar com o Trefl Gdańsk. Com o novo clube, terminou em sexto lugar na PlusLiga de 2022–23 e foi eliminado na Copa da Polônia de 2022–23 nas quartas de finais. Ao término da temporada, Perry recebeu sondagens de vários clubes da PlusLiga, mas deu preferência ao Aluron CMC Warta Zawiercie para disputar a temporada seguinte.

### Seleção
Em 2012, Perry viajou com a equipe juvenil australiana para a Tailândia e também foi selecionado para uma turnê para o Vietnã com a equipe australiana B para competir na Copa da Ásia. Em 2013, foi selecionado para jogar pela seleção adulta australiana, onde competiu a Universíada de Verão de 2013 e o Campeonato Asiático de 2013, ficando em décimo quinto e quinto, respectivamente. No ano seguinte, competiu o Campeonato Mundial de 2014 – o primeiro de sua carreira – terminando na décima quinta colocação.
Em 2019, o líbero conquistou o vice-campeonato do Campeonato Asiático ao perder a final para a seleção iraniana por 3 sets a 0.

## Títulos
Berlin Recycling Volleys
- Campeonato Alemão: 2016–17, 2017–18
- Supercopa Alemã: 2016

Warta Zawiercie
- Copa da Polônia: 2023–24
- Supercopa Polonesa: 2024

## Clubes
| Anos      | Clube                      |
| --------- | -------------------------- |
| 2014–2015 | Lakkapää                   |
| 2015–2016 | VfB Friedrichshafen        |
| 2016–2018 | Berlin Recycling Volleys   |
| 2018–2020 | Asseco Resovia Rzeszów     |
| 2021–2022 | Tours Volley-Ball          |
| 2022–2023 | Trefl Gdańsk               |
| 2023–     | Aluron CMC Warta Zawiercie |

## Prêmios individuais
- 2016: Torneio Pré-Olímpico – Melhor líbero